# Митин, Владимир Семёнович
Владимир Семёнович Митин — советский хозяйственный, государственный и политический деятель, Герой Социалистического Труда.

## Биография
Родился 15 июня 1931 года в Сталинграде. Член КПСС с 1962 года.
С 1951 года — на хозяйственной, общественной и политической работе. В 1951—1991 гг. — военнослужащий на Балтийском флоте, токарь Сталинградского тракторного завода, каменщик треста «Сталинграджелезобетонстрой», бригадир каменщиков строительно-монтажного управления № 6 треста «Мособлстрой» № 5 в городе Воскресенск Московской области.
Указом Президиума Верховного Совета СССР от 7 мая 1971 года присвоено звание Героя Социалистического Труда с вручением ордена Ленина и золотой медали «Серп и Молот».
За большой личный вклад в повышение качества строительных работ, досрочный ввод в эксплуатацию объектов производственного и социально-культурного назначения был в составе коллектива удостоен Государственной премии СССР за выдающиеся достижения в труде 1986 года.
Избирался депутатом Верховного совета РСФСР 11-го созыва. Делегат XXVII съезда КПСС.
Почётный гражданин города Воскресенск.
Умер в Воскресенске 25 декабря 2004 года.